# Охотовка
Охотовка (укр. Охотівка) — село на Украине, основано в 1821 году, находится в Коростенском районе Житомирской области.
Код КОАТУУ — 1822380805. Население по переписи 2001 года составляет 252 человека. Почтовый индекс — 11562. Телефонный код — 4142. Занимает площадь 1,11 км².

## Адрес местного совета
11562, Житомирская область, Коростенский р-н, с.Бондаревка, ул.Ленина, 50